# Werknesh Kidane
Werknesh Kidane (Mai Ceu, 21 novembre 1981) è un'ex mezzofondista etiope.

## Palmarès

### Mondiali
- 1 medaglia:
  - 1 argento (Parigi 2003 nei 10000 m)

### Mondiali di corsa campestre
- 6 medaglie:
  - 1 oro (Losanna 2003 nella corsa lunga)
  - 3 argenti (Dublino 2002 nella corsa breve; Losanna 2003 nella corsa breve; St. Etienne 2005 nella corsa breve)
  - 2 bronzi (Bruxelles 2004 nella corsa lunga; St. Etienne 2005 nella corsa lunga)

## Campionati nazionali
2003
- Oro ai campionati etiopi, 10000 m piani - 32'52"6

2005
- Oro ai campionati etiopi, 10000 m piani - 32'50"6
- Bronzo ai campionati etiopi, 5000 m piani - 1'45"0

2009
- 5ª ai campionati etiopi, 10000 m piani - 33'43"48

## Altre competizioni internazionali
2001
- 16ª al Golden Gala ( Roma), 3000 m piani - 9'03"74

2002
- 9ª all'IAAF Grand Prix Final ( Parigi), 3000 m piani - 9'01"66
- Argento all'ISTAF Berlin ( Berlino), 5000 m piani - 14'43"53
- 5ª al DN Galan ( Stoccolma), 5000 m piani - 15'08"60
- 8ª al Golden Gala ( Roma), 5000 m piani - 15'03"05
- 12ª ai Bislett Games ( Oslo), 5000 m piani - 15'16"97
- Bronzo al Prefontaine Classic ( Eugene), 3000 m piani - 8'42"57
- 8ª all'Herculis ( Monaco), 3000 m piani - 8'41"58

2003
- 4ª alla World Athletics Final ( Monaco), 5000 m piani - 14'58"13
- Argento ai Bislett Games ( Oslo), 5000 m piani - 14'33"04
- 7ª al Golden Gala ( Roma), 5000 m piani - 14'44"40
- 4ª all'Athletissima ( Losanna), 3000 m piani - 8'46"14

2004
- Argento al Golden Gala ( Roma) - 14'38"05
- Oro al Cross Internacional de Soria ( Soria) - 19'24"
- Oro al Cross Internacional Valle de Llodio ( Llodio) - 18'08"

2005
- 16ª al Golden Gala ( Roma), 5000 m piani - 15'04"22

2010
- Oro alla Great Manchester Run ( Manchester) - 31'10"

2011
- 7ª alla Maratona di Boston ( Boston) - 2h26'15"
- 13ª alla Maratona di New York ( New York) - 2h33'08"